# Lista över arbetslivsmuseer i Gävleborgs län
Här följer en förteckning över arbetslivsmuseer i Gävleborgs län.

## Gävleborgs län
| Namn                                   | Typ av museum | Kommun, ort                | Adress Koordinat | ID-nr | Bild                                                                                        |
| -------------------------------------- | ------------- | -------------------------- | --- | ----- | ------------------------------------------------------------------------------------------- |
| Delsbo hembygdsförening                |               | Hudiksvall, Delsbo         | Ås koordinater saknas | 1579  | Se fler bilder av detta arbetslivsmuseum · Ladda upp en till bild av detta arbetslivsmuseum |
| Byss-Olles gårdsmuseum                 |               | Bollnäs, Belsbo            | Belsbo koordinater saknas | 1578  | Ladda upp en till bild av detta arbetslivsmuseum                                            |
| Albert Vikstens kojby i Lassekrog      |               | Ljusdal, Färila            | Färila (närmaste tätort) koordinater saknas | 1573  | Ladda upp en bild av detta arbetslivsmuseum                                                 |
| Brobergs modellverkstad                |               | Bollnäs, Arbrå             | Idrottsvägen 1, Arbrå koordinater saknas | 1577  | Ladda upp en bild av detta arbetslivsmuseum                                                 |
| Blanks i Kalvhaga                      |               | Hudiksvall, Kalvhaga       | Kalvhaga 61.77925, 16.82268 | 1576  | Ladda upp en bild av detta arbetslivsmuseum                                                 |
| Bjuråkers forngård                     |               | Hudiksvall, Bjuråker       | koordinater saknas | 1575  | Ladda upp en bild av detta arbetslivsmuseum                                                 |
| Bergviks industrimuseum                |               | Söderhamn, Bergvik         | utmed Ljusnans dalgång i Söderhamn 61.25993, 16.83337 | 1574  | Ladda upp en bild av detta arbetslivsmuseum                                                 |
| Nordanstigs Kustmuseum                 |               | Nordanstig, Nordanstig     | Mellanfjärden, Jättendal 61.96022, 17.35497 | 1601  | Ladda upp en bild av detta arbetslivsmuseum                                                 |
| Movikens masugn                        |               | Hudiksvall, Moviken        | Moviken koordinater saknas | 1600  | Ladda upp en till bild av detta arbetslivsmuseum                                            |
| Smedjan, Kungsgården                   |               | Sandviken, Kungsgården     | Kungsgården koordinater saknas | 1603  | Ladda upp en till bild av detta arbetslivsmuseum                                            |
| Nors ångsåg                            |               | Ljusdal, Nor               | Nor 61.66143, 16.3211 | 1602  | Se fler bilder av detta arbetslivsmuseum · Ladda upp en till bild av detta arbetslivsmuseum |
| Voxna bruk                             |               | Ovanåker, Voxnabruk        | koordinater saknas | 1606  | Ladda upp en bild av detta arbetslivsmuseum                                                 |
| Lasses veteranmaskiner                 |               | Ljusdal, Järvsö            | Ulfsta 2127 koordinater saknas | 4425  | Ladda upp en bild av detta arbetslivsmuseum                                                 |
| Växbo Lin                              |               | Bollnäs, Växbo             | koordinater saknas | 1609  | Ladda upp en till bild av detta arbetslivsmuseum                                            |
| Västansjö ullspinneri                  |               | Bollnäs, Kilafors          | Västansjö 61.19553, 16.45211 | 1608  | Ladda upp en till bild av detta arbetslivsmuseum                                            |
| F15 flygmuseum                         |               | Söderhamn, Söderhamn       | Byggnad 81, Flygstaden 61.26995, 17.08712 | 1605  | Se fler bilder av detta arbetslivsmuseum · Ladda upp en till bild av detta arbetslivsmuseum |
| Strömsbacka stångjärnssmedja           |               | Hudiksvall, Strömsbacka    | Strömsbacka koordinater saknas | 1604  | Ladda upp en bild av detta arbetslivsmuseum                                                 |
| Sveriges järnvägsmuseum, Gävle         |               | Gävle, Gävle               | Rälsgatan 1 60.6615, 17.1727 | 1490  | Se fler bilder av detta arbetslivsmuseum · Ladda upp en till bild av detta arbetslivsmuseum |
| Torsåkers socken- och skolmuseum       |               | Hofors, Torsåker           | 60.50962, 16.46805 | 1492  | Ladda upp en bild av detta arbetslivsmuseum                                                 |
| Wij valsverk industrimuseum            |               | Ockelbo, Ockelbo           | Wijgatan 60.88442, 16.70692 | 1493  | Se fler bilder av detta arbetslivsmuseum · Ladda upp en till bild av detta arbetslivsmuseum |
| Stiftelsen Bunges kapell               |               | Ockelbo, Åmot              | Bunges kapell, Åmot 60.96282, 16.44993 | 1494  | Ladda upp en bild av detta arbetslivsmuseum                                                 |
| Finnskogsmuseet                        |               | Ovanåker, Alfta            | V Ösavägen 40 61.34742, 16.09587 | 4500  | Ladda upp en bild av detta arbetslivsmuseum                                                 |
| Kvarnbackens teknikmuseum              |               | Sandviken, Storvik         | Kvarnvägen 11 60.5913, 16.5367 | 1483  | Ladda upp en bild av detta arbetslivsmuseum                                                 |
| Jädraås-Tallås Järnväg                 |               | Ockelbo, Jädraås           | Järnvägsstationen 60.84235, 16.46915 | 1482  | Se fler bilder av detta arbetslivsmuseum · Ladda upp en till bild av detta arbetslivsmuseum |
| Jädraås Bruk                           |               | Ockelbo, Jädraås           | 60.84135, 16.46602 | 1481  | Ladda upp en till bild av detta arbetslivsmuseum                                            |
| Joe Hill-gården                        |               | Gävle, Gävle               | Nedre Bergsgatan 28 60.67222, 17.14985 | 1480  | Ladda upp en till bild av detta arbetslivsmuseum                                            |
| Rosenlöfs tryckerimuseum               |               | Sandviken, Kungsgården     | Korsikavägen 23 60.60172, 16.62222 | 1486  | Se fler bilder av detta arbetslivsmuseum · Ladda upp en till bild av detta arbetslivsmuseum |
| Oslättfors bruk, kontorsmuseum         |               | Gävle, Gävle               | Oslättforsvägen 236 60.77102, 16.96945 | 1485  | Ladda upp en bild av detta arbetslivsmuseum                                                 |
| Norrsundets arbetarmuseum              |               | Gävle, Norrsundet          | Kvistholmsvägen 5 60.92662, 17.13998 | 1484  | Ladda upp en bild av detta arbetslivsmuseum                                                 |
| Storbergets gruvor                     |               | Hofors, Hofors             | Från Hofors, kör ca 7 km mot Torsåker. Vid golfbanan i Långnäs, följ skyltning och kör ca 2 km. Därefter till höger på en skyltad skogsbilväg, ca 500 meter. koordinater saknas | 1489  | Se fler bilder av detta arbetslivsmuseum · Ladda upp en till bild av detta arbetslivsmuseum |
| S/S Stockvik                           |               | Nordanstig, Stocka         | Sågverkssamhället 61.89435, 17.34382 | 4189  | Ladda upp en bild av detta arbetslivsmuseum                                                 |
| Långvinds bruk                         |               | Hudiksvall, Långvinds bruk | koordinater saknas | 4182  | Ladda upp en bild av detta arbetslivsmuseum                                                 |
| Iggesunds Bruksmuseum                  |               | Hudiksvall, Iggesund       | Malmvägen 16 koordinater saknas | 1589  | Se fler bilder av detta arbetslivsmuseum · Ladda upp en till bild av detta arbetslivsmuseum |
| Fiskaremuseet Gäddan                   |               | Söderhamn, Söderhamn       | Hambreusgatan 2 61.3021, 17.0605 | 1582  | Ladda upp en bild av detta arbetslivsmuseum                                                 |
| Flottarrum                             |               | Ljusdal, Järvsö            | Torön koordinater saknas | 1583  | Ladda upp en bild av detta arbetslivsmuseum                                                 |
| Delsbo Lantbruksmuseum                 |               | Hudiksvall, Delsbo         | Knutslunda, 300m söder om kyrkan, Prästgårdslogen 61.81112, 16.56925 | 1580  | Ladda upp en bild av detta arbetslivsmuseum                                                 |
| Edsbyns museum                         |               | Ovanåker, Edsbyn           | Celsiusskolan koordinater saknas | 1581  | Ladda upp en bild av detta arbetslivsmuseum                                                 |
| Föreningen Dala-Hälsinglands Järnväg   |               | Ovanåker, Alfta            | Järnvägsgatan 1 koordinater saknas | 1586  | Ladda upp en bild av detta arbetslivsmuseum                                                 |
| Gränsfors bruks yxmuseum               |               | Nordanstig, Gränsfors bruk | Gränsfors 381 62.0408, 17.0864 | 1587  | Ladda upp en bild av detta arbetslivsmuseum                                                 |
| Landabanan                             |               | Bollnäs, Segersta          | 61.27017, 16.61772 | 4874  | Ladda upp en bild av detta arbetslivsmuseum                                                 |
| Världsarvsgården Bortom Åa, Fågelsjö   |               | Ljusdal, Fågelsjö          | Gryssjövägen 1, Fågelsjö, Los 61.79668, 14.63672 | 1584  | Ladda upp en bild av detta arbetslivsmuseum                                                 |
| Gnarps brandmuseum                     |               | Nordanstig, Gnarp          | Gammelgårdsvägen 9 62.05033, 17.2597 | 4084  | Ladda upp en till bild av detta arbetslivsmuseum                                            |
| Brandbilsmuseet i Gysinge              |               | Sandviken, Gysinge         | koordinater saknas | 4086  | Ladda upp en bild av detta arbetslivsmuseum                                                 |
| Ljusneortens museiförening             |               | Söderhamn, Ljusne          | Alavägen koordinater saknas | 1597  | Ladda upp en bild av detta arbetslivsmuseum                                                 |
| Linskäkten i Löräng                    |               | Ljusdal, Järvsö            | norr om Lörstrand koordinater saknas | 1596  | Ladda upp en bild av detta arbetslivsmuseum                                                 |
| Dellenbanans vänner - DBV              |               | Hudiksvall, Delsbo         | Delsbo station, Tingsv. 1 Delsbo 61.79732, 16.55803 | 1591  | Se fler bilder av detta arbetslivsmuseum · Ladda upp en till bild av detta arbetslivsmuseum |
| Ingaskärs lots- och hamnmuseum         |               | Nordanstig, Stocka         | Ingaskär 61.89599, 17.35948 | 1590  | Ladda upp en bild av detta arbetslivsmuseum                                                 |
| Kvistabäckens flottningsled            |               | Ljusdal, Färila            | 62.14963, 15.17057 | 1593  | Ladda upp en bild av detta arbetslivsmuseum                                                 |
| Loos koboltgruva                       |               | Ljusdal, Los               | 61.74193, 15.15643 | 1599  | Se fler bilder av detta arbetslivsmuseum · Ladda upp en till bild av detta arbetslivsmuseum |
| Loos brynsåg                           |               | Ljusdal, Loos              | Kårbölevägen koordinater saknas | 1598  | Ladda upp en bild av detta arbetslivsmuseum                                                 |
| Forsbacka bruk                         |               | Gävle, Forsbacka           | 60.61222, 16.90393 | 1473  | Se fler bilder av detta arbetslivsmuseum · Ladda upp en till bild av detta arbetslivsmuseum |
| Bruksmuseet Smedsgården                |               | Sandviken, Sandviken       | Malmgatan 13 60.61698, 16.78127 | 1470  | Ladda upp en bild av detta arbetslivsmuseum                                                 |
| Gysinge bruk                           |               | Sandviken, Gysinge         | Gysinge Bruk 60.28928, 16.88488 | 1476  | Se fler bilder av detta arbetslivsmuseum · Ladda upp en till bild av detta arbetslivsmuseum |
| Stiftelsen Gamla stenhuset             |               | Sandviken, Gästrike hmarby | 60.54192, 16.56977 | 1477  | Ladda upp en bild av detta arbetslivsmuseum                                                 |
| Sveriges fängelsemuseum                |               | Gävle, Gävle               | Hamiltongatan 1 och 3 60.6714, 17.14343 | 1474  | Ladda upp en till bild av detta arbetslivsmuseum                                            |
| Gammelstilla bruk                      |               | Hofors, Torsåker           | Torsåker 60.44055, 16.63767 | 1475  | Ladda upp en till bild av detta arbetslivsmuseum                                            |
| Hofors hembygdsgård                    |               | Hofors, Hofors             | Storgatan 15 60.54763, 16.293 | 1478  | Se fler bilder av detta arbetslivsmuseum · Ladda upp en till bild av detta arbetslivsmuseum |
| Högbo bruk                             |               | Sandviken, Högbo bruk      | Högbo bruk, gamla herrgården 60.6707, 16.81107 | 1479  | Se fler bilder av detta arbetslivsmuseum · Ladda upp en till bild av detta arbetslivsmuseum |
| Axmars bruk                            |               | Gävle, Axmar bruk          | 61.047, 17.14965 | 1469  | Se fler bilder av detta arbetslivsmuseum · Ladda upp en till bild av detta arbetslivsmuseum |
| Ångslipspelet på före detta Gävle varv | Industriminne | Gävle, Gävle               | Atlasgatan 9 60.67915, 17.18362 | 4122  | Ladda upp en till bild av detta arbetslivsmuseum                                            |
| Skogs- och flottningsmuseet            |               | Bollnäs, Segersta          | koordinater saknas | 4118  | Ladda upp en bild av detta arbetslivsmuseum                                                 |
| Fordonsmuseum                          |               | Bollnäs, Kilafors          | Hanebo koordinater saknas | 4119  | Ladda upp en bild av detta arbetslivsmuseum                                                 |
| Finnpörtet i Råmyra                    |               | Ljusdal, Ramsjö            | 62.09595, 15.3381 | 4212  | Ladda upp en bild av detta arbetslivsmuseum                                                 |
| J.A. Jonssons traktormuseum            |               | Ljusdal, Järvsö            | koordinater saknas | 4240  | Ladda upp en bild av detta arbetslivsmuseum                                                 |
| Börningsbergs skogsmuseum              |               | Ljusdal, Tannsjöborg       | Tannsjöborg (närmaste tätort) koordinater saknas | 1361  | Ladda upp en bild av detta arbetslivsmuseum                                                 |
| Wetterlings Yxsmedja                   |               | Sandviken, Storvik         | Yxsmedjan 60.59257, 16.52732 | 4444  | Ladda upp en till bild av detta arbetslivsmuseum                                            |

## Tidigare arbetslivsmuseer i Gävleborgs län
- Id-nr 1588, Gårdsmuseum, Alfta.
- Id-nr 1472, Edske masugn, Edsken.
- Id-nr 1488, Sandvikens brandveteraner, Sandviken.
- Id-nr 1595, Lanthandelsmuseum, Åmotsbruk, Bollnäs.[förtydliga]